# Lijst van Schotse folkbands
Dit is een lijst van Schotse folkbands.

## A
- Ailsa Craig
- Alba
- Avalon

## B
- The Battlefield Band
- Blackeyed Biddy
- The Bully Wee Band

## C
- Capercaillie
- Ceolbeg
- Chorda Cleich
- Clan Alba
- The Clutha
- Contraban
- The Cumberland Three

## D
- Deaf Shepherd
- Dingly Dell
- Drifterfolk
- Drinker's Drouth
- Dundee Folk Music

## E
- The Easy Club
- Eggplant

## F
- Finn MacCuil
- Five Hand Reel
- Flannery Folk rock

## G
- The Galloways
- The Gaugers
- Gowries

## H
- Robin Hall & Jimmie MacGregor
- Heritage
- Hom Bru
- Homebrew

## I
- The Ian Campbell Folk Group
- The Ideal Band
- The Incredible String Band
- The Islanders

## J
- The Jacobites
- The JSD Band
- The Joe Gordon Folk Four
- Jock Tamson's Bairns

## K
- Keep It Up
- The Kerries
- Kontraband

## L
- The Laggan
- The Livingstones
- Lomond Folk
- Lowland Folk

## M
- Mad Jocks & Englishmen
- Mirk
- Molendinar
- Mouth Music

## N
- Na h-Oganaich
- New Celeste
- Not the Full
- Norfolk

## O
- Old Blind Dogs
- On the Wagon
- Ossian

## P
- Pert & Dobbie
- The Petermen
- The Poozies

## R
- Rapscallion

## S
- Seannachie
- Shegui
- Sileas
- Silly Wizard
- Sprangeen

## T
- Tandem Band
- The Tannahill Weavers
- Town Choice

## W
- The Whistlebinkies